# Zekelita centralis
Zekelita centralis är en fjärilsart som beskrevs av Otto Staudinger 1891. Zekelita centralis ingår i släktet Zekelita och familjen nattflyn. Inga underarter finns listade i Catalogue of Life.